# Verein für Bewegungsspiele Stuttgart 1893 II 2010-2011
Questa voce raccoglie le informazioni riguardanti il Verein für Bewegungsspiele Stuttgart 1893 II nelle competizioni ufficiali della stagione 2010-2011.

## Stagione
Nella stagione 2010-2011 il Stoccarda II, allenato da Jürgen Seeberger, concluse il campionato di 3. Liga al 10º posto.

## Rosa
| N. |                                 | Ruolo | Calciatore             |
| -- | ------------------------------- | ----- | ---------------------- |
| 1  | Germania (bandiera)             | P     | Bernd Leno             |
| 2  | Italia (bandiera)               | D     | Felice Vecchione       |
| 3  | Germania (bandiera)             | D     | Sebastian Hertner      |
| 4  | Bosnia ed Erzegovina (bandiera) | D     | Ermin Bičakčić         |
| 5  | Germania (bandiera)             | D     | Daniel Vier            |
| 6  | Germania (bandiera)             | D     | Thomas Geyer           |
| 7  | Germania (bandiera)             | C     | Matthias Schwarz       |
| 8  | Germania (bandiera)             | C     | Fabian Broghammer      |
| 9  | Germania (bandiera)             | A     | Soufian Benyamina      |
| 10 | Turchia (bandiera)              | C     | Öztürk Karatas         |
| 10 | Finlandia (bandiera)            | C     | Pekka Lagerblom        |
| 11 | Grecia (bandiera)               | C     | Panagiōtīs Vlachodīmos |
| 12 | Germania (bandiera)             | P     | Alexander Stolz        |
| 13 | Germania (bandiera)             | D     | Manuel Hegen           |
| 14 | Germania (bandiera)             | C     | Moritz Kuhn            |
| 15 | Germania (bandiera)             | C     | Marco Rapp             |
| 16 | Austria (bandiera)              | C     | Raphael Holzhauser     |
| 17 | Germania (bandiera)             | C     | Tobias Rathgeb         |
| 18 | Germania (bandiera)             | P     | Markus Krauss          |

| N. |                     | Ruolo | Calciatore         |
| -- | ------------------- | ----- | ------------------ |
| 19 | Germania (bandiera) | A     | Tobias Rühle       |
| 20 | Germania (bandiera) | C     | David Müller       |
| 22 | Germania (bandiera) | A     | Sven Schipplock    |
| 23 | Germania (bandiera) | D     | Sebastian Enderle  |
| 24 | Germania (bandiera) | C     | Manuel Schwenk     |
| 25 | Austria (bandiera)  | A     | Alexander Aschauer |
| 26 | Germania (bandiera) | D     | Sven Schimmel      |
| 27 | Germania (bandiera) | A     | Alexander Riemann  |
| 28 | Germania (bandiera) | C     | Michael Gardawski  |
| 29 | Germania (bandiera) | A     | Pascal Breier      |
| 30 | Germania (bandiera) | C     | Patrick Funk       |
| 31 | Germania (bandiera) | C     | Daniel Didavi      |
| 35 | Germania (bandiera) | P     | Jonas Wieszt       |
| 36 | Germania (bandiera) | D     | Patrick Bauer      |
| 37 | Austria (bandiera)  | C     | Kevin Stöger       |
| 38 | Germania (bandiera) | D     | Steffen Lang       |
| 39 | Germania (bandiera) | D     | Stefano Celozzi    |
| 44 | Germania (bandiera) | D     | Benedikt Röcker    |

## Organigramma societario
Area tecnica
- Allenatore: Jürgen Seeberger
- Allenatore in seconda: Walter Thomae
- Preparatore dei portieri: Thomas Walter
- Preparatori atletici: Matthias Schiffers

## Calciomercato

### Sessione estiva
| Acquisti | Acquisti           | Acquisti          | Acquisti |
| R.       | Nome               | da                | Modalità |
| -------- | ------------------ | ----------------- | -------- |
| A        | Soufian Benyamina  | Carl Zeiss Jena   |          |
| C        | Michael Gardawski  | Carl Zeiss Jena   |          |
| C        | Raphael Holzhauser | Stoccarda U17     |          |
| C        | Moritz Kuhn        | Stoccarda U19     |          |
| C        | Pekka Lagerblom    | FSV Francoforte   |          |
| C        | David Müller       | Stoccarda U19     |          |
| C        | Marco Rapp         | Greuther Fürth II |          |

| Cessioni | Cessioni           | Cessioni             | Cessioni |
| R.       | Nome               | a                    | Modalità |
| -------- | ------------------ | -------------------- | -------- |
| A        | Alessandro Riedle  | Grasshoppers         |          |
| C        | Clemens Walch      | Kaiserslautern       |          |
| A        | Michael Klauß      | Jahn Ratisbona       |          |
| D        | Ermin Bičakčić     | Stoccarda            |          |
| D        | Tobias Feisthammel | Alemannia Aquisgrana |          |
| A        | Manuel Fischer     | Wacker Burghausen    |          |
| A        | Andreas Hindelang  | Memmingen            |          |
| A        | Sebastian Hofmann  | Ingolstadt 04        |          |
| A        | Hüseyin Pala       | Kickers Stoccarda    |          |
| C        | Markus Pazurek     | Monaco 1860 II       |          |
| D        | Marco Pischorn     | Sandhausen           |          |
| A        | Julian Schieber    | Norimberga           |          |
| P        | Sven Ulreich       | Stoccarda            |          |

### Sessione invernale
| Acquisti | Acquisti           | Acquisti     | Acquisti |
| R.       | Nome               | da           | Modalità |
| -------- | ------------------ | ------------ | -------- |
| D        | Benedikt Röcker    | Sonnenhof G. |          |
| A        | Alexander Aschauer | Salisburgo   |          |

| Cessioni | Cessioni | Cessioni | Cessioni |
| R.       | Nome     | a        | Modalità |
| -------- | -------- | -------- | -------- |

## Risultati

### 3. Liga

#### Girone di andata
| Arbitro: | Benedum |

|                                  |           |                |
| Vier 12’ Schwarz 22’ Rathgeb 31’ | Marcatori | 88’ Hillebrand |

| Heidenheim an der Brenz 31 luglio 2010, ore 14:00 CEST 2ª giornata | Heidenheim | 0 – 0 referto | Stoccarda II | GAGFAH-Arena (6 100 spett.)\| Arbitro: \| Achmüller \| |
| Arbitro:                                                           | Achmüller  |               |              |                                                        |

| Arbitro: | Beitinger |

|                                        |           |  |
| Rathgeb 15’ (rig.) Schipplock 65’, 74’ | Marcatori |  |

| Arbitro: | Aytekin |

|          |           |                |
| Sand 13’ | Marcatori | 57’ Schipplock |

| Arbitro: | Kunzmann |

|             |           |                          |
| Schwarz 90’ | Marcatori | 43’ Cannizzaro 54’ Haben |

| Arbitro: | Valentin |

|                  |           |  |
| Zeitz 87’ (rig.) | Marcatori |  |

| Arbitro: | Alt |

|  |           |                                    |
|  | Marcatori | 3’ Becker 62’ (rig.) Kroos 90’ Thy |

| Arbitro: | Seidel |

|  |           |              |
|  | Marcatori | 8’ Benyamina |

| Arbitro: | Metzen |

|             |           |           |
| Karatas 80’ | Marcatori | 66’ Jerat |

| Arbitro: | Benedum |

|            |           |               |
| Yılmaz 10’ | Marcatori | 3’ Schipplock |

| Arbitro: | Sönder |

|                    |           |           |
| Rathgeb 79’ (rig.) | Marcatori | 71’ Koçer |

| Arbitro: | Winkmann |

|                          |           |                |
| Schönheim 20’ Sailer 37’ | Marcatori | 58’ Schipplock |

| Arbitro: | Nowak |

|            |           |              |
| Breier 52’ | Marcatori | 65’ Agyemang |

| Arbitro: | Welz |

|             |           |                   |
| Jarosch 78’ | Marcatori | 9’, 42’ Benyamina |

| Arbitro: | Thomsen |

|  |           |                         |
|  | Marcatori | 20’ Hayer 34’ Rathgeber |

| Arbitro: | Kunzmann |

|                               |           |  |
| Ghasemi-Nobakht 71’ Kluft 78’ | Marcatori |  |

| Stoccarda 20 novembre 2010, ore 14:00 CET 17ª giornata | Stoccarda II | 0 – 0 referto | Eintracht Braunschweig | Gazi-Stadion auf der Waldau (900 spett.)\| Arbitro: \| Achmüller \| |
| Arbitro:                                               | Achmüller    |               |                        |                                                                     |

| Arbitro: | Kempter |

|             |           |           |
| Riemann 68’ | Marcatori | 27’ Morys |

| Arbitro: | Osmers |

|                     |           |             |
| Bičakčić 47’ (aut.) | Marcatori | 68’ Rathgeb |

#### Girone di ritorno
| Arbitro: | Zwayer |

|                             |           |                           |
| Pfingsten-Reddig 16’ (rig.) | Marcatori | 3’ Aschauer 32’ Gardawski |

| Arbitro: | Alt |

|                            |           |           |
| Klarer 8’ (aut.) Rühle 12’ | Marcatori | 17’ Spann |

| Arbitro: | Dietz |

|  |           |               |
|  | Marcatori | 57’ Benyamina |

| Arbitro: | Cortus |

|         |           |  |
| Vier 6’ | Marcatori |  |

| Arbitro: | Metzen |

|                       |           |  |
| Riemer 77’ Hornig 80’ | Marcatori |  |

| Arbitro: | Nowak |

|                          |           |                       |
| Holzhauser 44’ Rühle 85’ | Marcatori | 54’ Krause 76’ Sieger |

| Arbitro: | Seidel |

|             |           |              |
| Artmann 19’ | Marcatori | 60’ Aschauer |

| Arbitro: | Valentin |

|  |           |           |
|  | Marcatori | 10’ Glibo |

| Arbitro: | Dingert |

|  |           |            |
|  | Marcatori | 8’ Rathgeb |

| Stoccarda 19 marzo 2011, ore 14:00 CET 29ª giornata | Stoccarda II | 0 – 0 referto | Bayern Monaco II | Gazi-Stadion auf der Waldau (520 spett.)\| Arbitro: \| Dankert \| |
| Arbitro:                                            | Dankert      |               |                  |                                                                   |

| Arbitro: | Benedum |

|                                            |           |  |
| Koç 42’ Stroh-Engel 79’ (rig.) Hebisch 90’ | Marcatori |  |

| Arbitro: | Gorniak |

|                                 |           |                                                |
| Schipplock 70’, 89’ Rathgeb 80’ | Marcatori | 9’ Ziemer 82’ (aut.) Vier 87’ (rig.) Brosinski |

| Arbitro: | Nowak |

|                                       |           |                                            |
| Knappmann 17’ Halfar 79’ Agyemang 90’ | Marcatori | 11’ Vier 34’ Holzhauser 60’, 88’ Benyamina |

| Arbitro: | Aarnink |

|                |           |                              |
| Holzhauser 11’ | Marcatori | 27’ (aut.) Röcker 57’ Alibaz |

| Arbitro: | Achmüller |

|                        |           |                      |
| Occéan 16’, 66’ (rig.) | Marcatori | 79’ Vier 90’ Schwenk |

| Arbitro: | Hartmann |

|                                                       |           |            |
| Schipplock 3’, 61’, 74’ Rathgeb 48’ (rig.) Müller 88’ | Marcatori | 47’ Taylor |

| Arbitro: | Thomsen |

|                         |           |                |
| Kessel 63’ Calamita 90’ | Marcatori | 54’ Holzhauser |

| Arbitro: | Steinhaus-Webb |

|            |           |               |
| Dausch 72’ | Marcatori | 40’ Benyamina |

| Arbitro: | Cortus |

|                                       |           |                        |
| Holzhauser 54’ Vier 58’ Vecchione 81’ | Marcatori | 33’, 68’ (rig.) Öztürk |

## Statistiche

### Statistiche di squadra
| Competizione | Punti | In casa | In casa | In casa | In casa | In casa | In casa | In trasferta | In trasferta | In trasferta | In trasferta | In trasferta | In trasferta | Totale | Totale | Totale | Totale | Totale | Totale | DR |
| Competizione | Punti | G       | V       | N       | P       | Gf      | Gs      | G            | V            | N            | P            | Gf           | Gs           | G      | V      | N      | P      | Gf     | Gs     | DR |
| ------------ | ----- | ------- | ------- | ------- | ------- | ------- | ------- | ------------ | ------------ | ------------ | ------------ | ------------ | ------------ | ------ | ------ | ------ | ------ | ------ | ------ | -- |
| 3. Liga      | 51    | 19      | 6       | 8       | 5       | 28      | 24      | 19           | 6            | 7            | 6            | 20           | 24           | 38     | 12     | 15     | 11     | 48     | 48     | 0  |
| Totale       | 51    | 19      | 6       | 8       | 5       | 28      | 24      | 19           | 6            | 7            | 6            | 20           | 24           | 38     | 12     | 15     | 11     | 48     | 48     | 0  |

### Andamento in campionato
| Giornata  | 1 | 2 | 3 | 4 | 5 | 6 | 7  | 8 | 9 | 10 | 11 | 12 | 13 | 14 | 15 | 16 | 17 | 18 | 19 | 20 | 21 | 22 | 23 | 24 | 25 | 26 | 27 | 28 | 29 | 30 | 31 | 32 | 33 | 34 | 35 | 36 | 37 | 38 |
| --------- | - | - | - | - | - | - | -- | - | - | -- | -- | -- | -- | -- | -- | -- | -- | -- | -- | -- | -- | -- | -- | -- | -- | -- | -- | -- | -- | -- | -- | -- | -- | -- | -- | -- | -- | -- |
| Luogo     | C | T | C | T | C | T | C  | T | C | T  | C  | T  | C  | T  | C  | T  | C  | C  | T  | T  | C  | T  | C  | T  | C  | T  | C  | T  | C  | T  | C  | T  | C  | T  | C  | T  | T  | C  |
| Risultato | V | N | V | N | P | P | P  | V | N | N  | N  | P  | N  | V  | P  | P  | N  | N  | N  | V  | V  | V  | V  | P  | N  | N  | P  | V  | N  | P  | N  | V  | P  | N  | V  | P  | N  | V  |
| Posizione | 3 | 6 | 4 | 5 | 7 | 9 | 11 | 8 | 8 | 8  | 9  | 12 | 11 | 9  | 9  | 11 | 13 | 12 | 13 | 10 | 9  | 9  | 8  | 9  | 9  | 9  | 9  | 9  | 9  | 10 | 9  | 8  | 11 | 10 | 10 | 11 | 11 | 10 |

Legenda:

Luogo: C = Casa; T = Trasferta. Risultato: V = Vittoria; N = Pareggio; P = Sconfitta.

### Statistiche dei giocatori
| A. Aschauer    | 17 | 2  | 2  | 0 |
| P. Bauer       | 2  | 0  | 0  | 0 |
| S. Benyamina   | 35 | 7  | 3  | 0 |
| E. Bičakčić    | 10 | 0  | 1  | 0 |
| P. Breier      | 9  | 1  | 1  | 0 |
| F. Broghammer  | 8  | 0  | 1  | 0 |
| S. Celozzi     | 1  | 0  | 0  | 0 |
| D. Didavi      | 2  | 0  | 0  | 0 |
| S. Enderle     | 9  | 0  | 2  | 0 |
| P. Funk        | 4  | 0  | 0  | 0 |
| M. Gardawski   | 28 | 1  | 6  | 1 |
| T. Geyer       | 28 | 0  | 2  | 1 |
| M. Hegen       | 4  | 0  | 0  | 0 |
| S. Hertner     | 20 | 0  | 1  | 0 |
| R. Holzhauser  | 31 | 5  | 3  | 1 |
| Ö. Karatas     | 8  | 1  | 0  | 0 |
| M. Krauss      | 1  | 0  | 0  | 0 |
| M. Kuhn        | 0  | 0  | 0  | 0 |
| P. Lagerblom   | 30 | 0  | 10 | 0 |
| S. Lang        | 5  | 0  | 0  | 0 |
| B. Leno        | 37 | 0  | 3  | 0 |
| D. Müller      | 5  | 1  | 1  | 0 |
| M. Rapp        | 14 | 0  | 2  | 0 |
| T. Rathgeb     | 33 | 7  | 5  | 0 |
| A. Riemann     | 19 | 1  | 2  | 1 |
| B. Röcker      | 12 | 0  | 1  | 0 |
| T. Rühle       | 24 | 2  | 1  | 1 |
| S. Schimmel    | 21 | 0  | 5  | 0 |
| S. Schipplock  | 14 | 10 | 5  | 1 |
| M. Schwarz     | 35 | 2  | 2  | 0 |
| M. Schwenk     | 1  | 1  | 0  | 0 |
| A. Stolz       | 0  | 0  | 0  | 0 |
| K. Stöger      | 6  | 0  | 0  | 0 |
| F. Vecchione   | 25 | 1  | 6  | 1 |
| D. Vier        | 25 | 5  | 2  | 0 |
| P. Vlachodīmos | 7  | 0  | 1  | 0 |
| J. Wieszt      | 0  | 0  | 0  | 0 |